# Lophodermium reyesianum
Lophodermium reyesianum är en svampart som beskrevs av Rehm 1914. Lophodermium reyesianum ingår i släktet Lophodermium och familjen Rhytismataceae.   Inga underarter finns listade i Catalogue of Life.